# 瓦西麗莎·科茲娜
瓦西麗莎·科茲娜（俄语：Васили́са Ко́жина，1780年？─1840年？）是俄羅斯的女農民，在1812年俄法戰爭期間是俄國的民間英雄。

## 生平

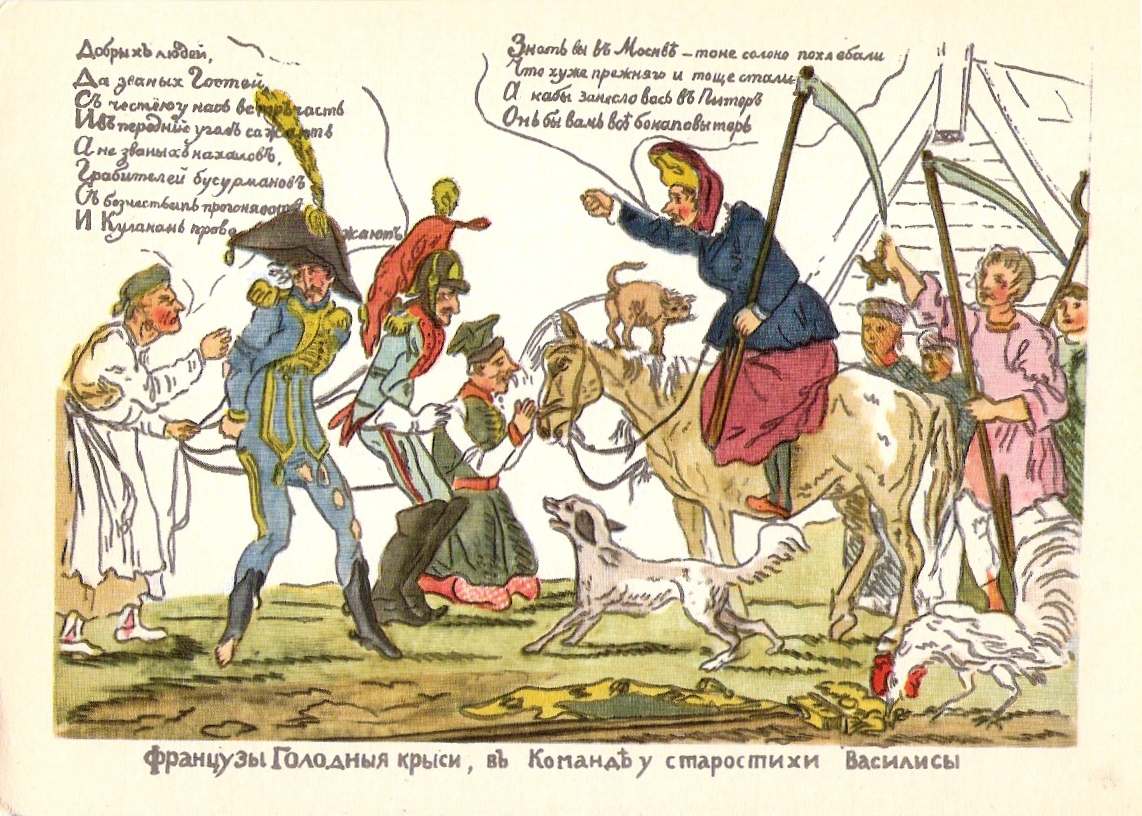
《法國人在老瓦西麗莎的命令下是飢餓老鼠》，1812年的盧布克，由阿列克謝·維涅齊昂諾夫所繪

瓦西麗莎·科茲娜的丈夫，戈爾什科夫（Gorshkov）是斯摩棱斯克省瑟喬夫卡烏耶茲基（Sychyovsky Uyezd）村的一位長老（starosta）。在俄法戰爭期間，瓦西麗莎在瑟喬夫卡烏耶茲基村組織了一支由青少年和婦女組成的游擊隊，這些游擊隊員使用大鐮、草叉、斧頭和獵熊矛等物作為武器。拿破崙的軍隊從莫斯科撤退時，瓦西麗莎的游擊隊襲擊他們，並成功俘獲了法國的幾位俘虜。其中一位特別頑固、不服從的俘虜被她親手殺死，其他人則被移交給俄羅斯部隊。由於這個壯舉，瓦西麗莎被授予獎章，並獲得了500盧布的獎金。
1813年，藝術家亞歷山大·斯米爾諾夫（Alexander Smirnov）為瓦西麗莎繪製肖像畫，這是她唯一的肖像畫。在這張肖像畫中，可以看到瓦西麗莎在衣襟上配戴著當初獲頒的獎章。在1812年到1813年間，瓦西麗莎和她的游擊隊在俄羅斯相當有名，並成為了俄羅斯版畫盧布克的常用題材。

## 紀念
- 位於瑟喬夫卡的「瓦西麗莎·科茲娜街」

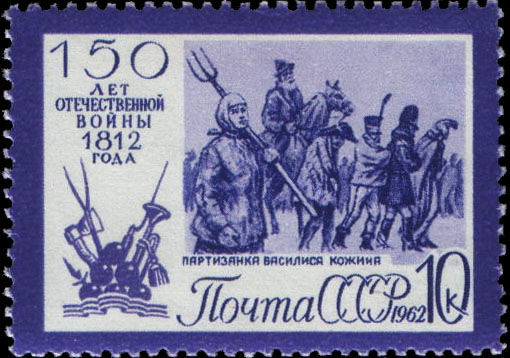
1962年發行的蘇聯郵票

- 位於莫斯科的「瓦西麗莎·科茲娜街」，位於菲利公園站和巴格拉季昂站附近。
- 斯摩棱斯克州加加林斯基區的瓦西麗西諾（Vasilisino）站，該名稱是為了紀念瓦西麗莎·科茲娜而命名的。
- 特維爾州的「瓦西麗莎·科茲娜村」
- 「游擊隊員瓦西麗莎·科茲娜」，1962年的紀念郵票
- 托爾斯泰在《戰爭與和平》中提及她的勇敢

2012年，為了紀念俄法戰爭200週年，俄羅斯世界影城和俄羅斯導演德米特里·梅斯克耶夫簽約，要製作一部關於瓦西麗莎的四部曲系列，但這部電影《瓦西麗莎 (2014電影)》最後是由安東·西韋爾斯（Anton Sivers）導演完成，並於2014年上映。